# Na Lạp

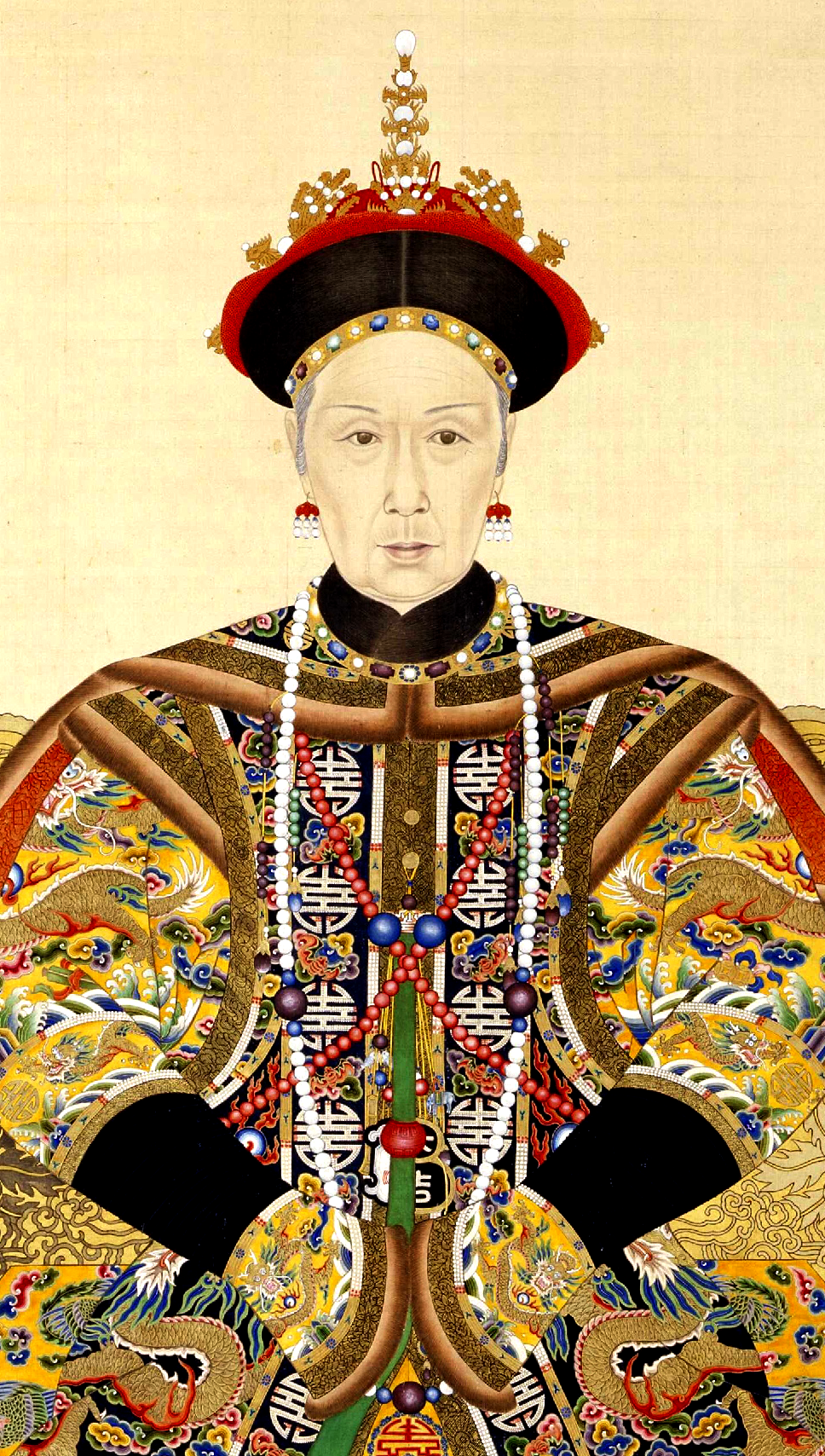
Từ Hi Thái hậu - một ví dụ điển hình của người họ Na Lạp thị triều Thanh.

Na Lạp thị (chữ Hán: 那拉氏; tiếng Mãn: ᠨᠠᡵᠠ
ᡥᠠᠯᠠ, chuyển tả: Nara hala), hoặc Ná Lạp thị, Nạp Lạt thị (納喇氏) và Nạp Lan thị (納蘭氏), là một trong những họ cổ xưa nhất của người Hải Tây Nữ Chân. Trong tiếng Mông Cổ, ["Nara"] được dịch là mặt trời.
Dòng họ này có khởi nguồn từ Hỗ Luân Tứ Quốc (扈倫四部), bao gồm Cáp Đạt (Mãn Châu: Hada, chữ Hán: 哈達, bính âm: Hādá), Ô Lạp (Mãn Châu: Ula, chữ Hán: 烏拉, bính âm: Wūlā), Huy Phát (Mãn Châu: Hoifa, chữ Hán: 輝發, bính âm: Huīfā) và Diệp Hách (Mãn Châu: Yehe, chữ Hán: 葉赫, bính âm: Yèhè). Ngoài những khu vực trên, Na Lạp thị còn phân bố ở Trường Bạch Sơn, Cát Lâm, Tô Hoàn, Liêu Dương,... Khi nhà Thanh thành lập, họ Na lạp thị phân bố rải đều trong Bát kỳ, rất nhiều gia tộc xuất chúng, như nhà Đại học sĩ Nạp Lan Minh Châu, Nạp Lan Tính Đức thuộc dòng Diệp Hách, Hiếu Kính Hiến Hoàng hậu thuộc dòng Ô Lạp và Kế Hoàng hậu thuộc dòng Huy Phát. Bản thân Từ Hi Thái hậu là người họ Na Lạp thị, thế cư ở đất Tô Hoàn,thuộc dòng Diệp Hách
Sang thời Dân Quốc, hậu duệ của tộc Na Lạp thị thường lấy Na (那) hoặc Triệu (趙) làm họ để giống với các họ đơn của người Hán. Ít phổ biến hơn là họ Nạp (納), Nột (訥), Nam (南), Lưu (劉), Tô (蘇). Những người thuộc dòng Cáp Đạt thường lấy họ Vương (王). Những người thuộc tộc Diệp Hách cũng dùng Diệp (葉), Hách (赫), hoặc Hà (何). Huy Phát Na Lạp thì lấy Huy (辉) hoặc Đinh (丁)và Trần(陈). Một số người còn chọn họ Bảo (鮑), Bao (包) hay Bác (博) để nhớ về dòng dõi Bác Nhĩ Tế Cát Đặc (Borjigit) của họ.

## Lịch sử
Họ ["Ná Lạp thị"] vốn là một họ cổ của người Nữ Chân, đã được ghi nhận là một trong 30 họ phổ biến nhất từ tận thời cuối nhà Đường. Thời nhà Liêu, họ này được gọi là [Nã Lãn thị; 拿懒氏], mẹ của Kim Thái Tổ Hoàn Nhan A Cốt Đả chính là người mang họ này. Trong thời Kim, họ này được phiên thành [Nạp Lan thị], đương thời được xưng là "Bạch hào tính thị" (白号姓氏). Thời nhà Nguyên, có họ Na Lạp thị kéo đến Mông Cổ sinh sống, thế cư Khoa Nhĩ Thấm hoặc A Nhĩ Ba. Đến thời nhà Minh, họ Na Lạp thị phát triển và sinh sống tại khu vực Hải Tây, ngày nay là các vùng Cát Lâm, Hắc Long Giang, Liêu Ninh và Nội Mông Cổ.
Có một người tên Nạp Tề Bố Lộc (纳齐布禄), gầy dựng thanh thế thành lập nên Hỗ Luân quốc, là tổ tiên của cả bốn bộ quốc khác mà các Bối lặc đều mang họ Na Lạp thị, là Ô Lạp, Cáp Đạt, Huy Phát và Diệp Hách. Thế cư Hỗ Luân quốc, có một gia tộc Na Lạp thị về sau đến thành Trương thành lập một thế lực riêng. Tộc Cáp Đạt Na Lạp thị và Ô Lạp Na Lạp thị có cùng chung tổ tiên, đều là hậu duệ của Nạp Tề Bố Lộc, nhưng tộc Diệp Hách Ná Lạp được sáng lập bởi một người Mông Cổ tên Tinh Căn Đạt Nhĩ Hán (星根達爾漢), vốn thuộc họ Tümed (土默特氏 Thổ Mặc Đặc thị) đã chinh phạt họ Na Lạp của thành Trương, sau họ cũng đổi thành họ Na Lạp và phủ nền thống trị đến khắp các bờ sông Diệp Hách. Tộc Huy Phát Ná Lạp bắt nguồn từ một người thuộc họ Ikderi (益克得里氏, Ích Khắc Đắc Lý thị), cũng là một dân tộc Mông Cổ, họ nương nhờ một thủ lĩnh của thành Trương, đổi sang họ Na Lạp và dần di cư đến Huy Phát để phát triển. Với quan niệm gốc gác là trên hết của người Mãn, không ít họ Na Lạp thị về sau thường tự xưng là hậu duệ một trong Tứ gia tộc này, như nhà của Từ Hi Thái hậu là điển hình. Bên cạnh đó, hậu duệ Hỗ Luân quốc Na Lạp thị có một chi kéo đến Y Hãn Sơn, lập nên họ Y Lạp Lý thị 伊拉里氏).
Trong bốn tộc, tộc Ô Lạp Na Lạp phần lớn là thương buôn, họ buôn ngựa, vật nuôi và lông thú, sau đó bán đi tại các cao nguyên Kiến Châu trên lưu vực Liêu Hà, trung tâm kinh tế và đất nông nghiệp của vùng Mãn Châu. Họ lần lượt mua các loại ngũ cốc như kê và ngô ở Kiến Châu và bán chúng cho người Mông Cổ. Họ kiểm soát phần thương mại giữa Mãn Châu và Mông Cổ bằng các trạm dọc theo đường đèo, hiện nay là Bạch Thành, Cát Lâm, là nơi duy nhất có thể qua lại giữa hai vùng lúc đó.
Trong khi Nỗ Nhĩ Cáp Xích từng bước thống nhất người Nữ Chân, các tộc Na Lạp đã phản đối kịch liệt vì họ được nhà Minh đối xử khá tốt. Mặt khác họ cố gắng thoả hiệp với Nỗ Nhĩ Cáp Xích bằng các cuộc hôn nhân chính trị với con gái của các chủ tộc, nổi tiếng nhất là A Ba Hợi của Ô Lạp và Mạnh Cổ Triết Triết của Diệp Hách. Tuy nhiên, Nỗ Nhĩ Cáp Xích dần dà khai chiến với Na Lạp thị, và Cáp Đạt, Ô Lạp và Huy Phát lần lượt sụp đổ. Diệp Hách Na Lạp chống trả lâu dài hơn cả vì là tộc lớn nhất và mạnh nhất, và còn do họ được sự tương trợ của nhà Minh. Lấy cớ nhà Minh giúp đỡ Diệp Hách Na Lạp, Nỗ Nhĩ Cáp Xích dấy binh tấn công cả quân Minh.
Quân Minh và Diệp Hách Na Lạp thua liên tiếp nhiều trận, kể cả trận chiến Sát Nhĩ Hử (薩爾滸之戰), và vị Bối lặc cuối cùng của Diệp Hách Na Lạp là Kim Đài Cát bị bắt phải tự sát hoặc treo cổ. Theo truyền thuyết thời Dân Quốc, Kim Đài Cát trước khi chết đã nguyền rằng một khi hậu duệ của Kim Đài Cát còn sống, dù là nam hay nữ, người đó sẽ luôn nhớ đến huyết thù của tộc và lật đổ họ Ái Tân Giác La, đây được cho là lời đồn nhằm thêu dệt quyền hành của Từ Hi Thái hậu. Vị Bối lặc cuối cùng của Ô Lạp Na Lạp là Bố Chiếm Thái, đồng minh của Diệp Hách Na Lạp, bị bắt và sau đó bị con của Nỗ Nhĩ Cáp Xích là Trử Anh giết.

## Các dòng họ

### Ô Lạt Na Lạp thị
Một trong những dòng dõi cổ xưa nhất của Hải Tây Nữ Chân, [Ô Lạp Na Lạp thị; chữ Hán: 乌拉那拉氏; tiếng Mãn: ᡠᠯᠠ
ᠨᠠᡵᠠ
ᡥᠠᠯᠠ, Möllendorff: Ula Nara hala], cũng gọi Ô Lạt Nạp Lạt thị (乌喇纳喇氏), tức "Người họ Na Lạp xứ Ô Lạp", là chỉ đến dòng họ Na Lạp thị trị vì Ô Lạp, trong Hải Tây Nữ Chân thì là dòng dõi lâu đời nhất, do là hậu duệ trực tiếp của Hỗ Luân quốc. Ô Lạp, cũng gọi Ô Lạt, nay là khu vực gần sông Tùng Hoa, nay thuộc khu Long Đàm, thành phố Cát Lâm, tỉnh Cát Lâm. Chữ [Ô Lạp] nghĩa là "ven sông", phỏng chừng chính là vì lý do khu vực này trải dài ven sông Tùng Hoa, dần thành tên gọi riêng.
Thủy tổ của dòng họ này là hậu duệ Kim Quốc tên Nạp Tề Bố Lộc, tương truyền là hậu duệ Thẩm vương Hoàn Nhan Tông Bật, thế cư Ninh Giang Châu (sau là Hồng Ni Lặc thành của Ô Lạp quốc, nay là khu vực huyện Vĩnh Cát, thành phố Cát Lâm, Cát Lâm). Vào lúc Nguyên triều đại loạn, Nạp Tề Bố Lộc cũng tham gia vào nhóm quân phiệt cát cứ. Tương truyền, khi bị quân Mông Cổ truy hỏi tên tuổi, ông ta đáp: ["Na Lạp thị, Nạp Tề Bố Lộc"], từ đó khai sinh ra họ này. Về sau vào đầu thời Minh, Nạp Tề Bố Lộc cát cứ hùng mạnh ở Hồng Ni Lặc thành, lập nên Hỗ Luân quốc – tổ tiên dòng họ Na Lạp thị của bốn đất Ô Lạp, Cáp Đạt, Huy Phát và Diệp Hách.
Tuy Minh triều chưa từng thừa nhận Hỗ Luân quốc, nhưng sức ảnh hưởng của quốc gia này vào đương thời là không thể bàn cãi. Hỗ Luân quốc Na Lạp thị tiến hành thu phục các bộ hùng mạnh xung quanh, ngược lại khiến biên giới phía Bắc của triều Minh được an toàn, do đó cả hai đều có quan hệ "không bằng mặt nhưng bằng lòng". Sau khi Nạp Tề Bố Lộc chết, được hậu duệ tôn xưng [Hỗ Luân quốc Thái Tổ hệ thị tộc trung đích Thiện xạ giả, Quý nhân, Na Lạp tính bộ thủ lĩnh Nạp Tề Bố Lộc]. Về sau, Hỗ Luân quốc truyền đến Ngũ đại quốc chủ là Cổ Đối Châu Nhan (古对珠颜) thì dần tan rã. Hậu duệ 5 đời của Nạp Tề Bố Lộc, cháu nội Cổ Đối Châu Nhan là Bố Nhan thành lập Ô Lạp quốc, còn một người cháu khác 4 đời, tên Vượng Tế Ngoại Lan, thành lập Cáp Đạt quốc. Do đó, [Ô Lạp] cùng [Cáp Đạt] trở thành hai bộ quốc hậu duệ trực hệ của Hỗ Luân quốc chủ. Thanh Thái Tổ Đại phi A Ba Hợi, sinh mẫu của Anh Thân vương A Tể Cách, Duệ Trung Thân vương Đa Nhĩ Cổn và Dụ Thông Thân vương Đa Đạc, chính là con gái Mãn Thái, cháu nội của Bối lặc Bố Nhan. Thanh Thái Tông Kế phi, là con gái của Bác Khắc Đa – chú của Mãn Thái, sinh Túc Vũ Thân vương Hào Cách.
Ô Lạp quốc truyền đến Bối lặc Bố Chiêm Thái, cùng Kiến Châu Nữ Chân của Nỗ Nhĩ Cáp Xích giao tranh nhưng liền thất bại. Năm Vạn Lịch thứ 35 (1607), Ô Lạp quốc tham gia Chiến dịch Ô Kiệt Nham giao tranh với Kiến Châu, cuộc chiến này làm cho Ô Lạp thất bại thảm hại và buộc phải rời khỏi khu vực sông Đồ Môn, khiến cho Kiến Châu ăn mòn đất Ô Lạp không thể cứu vãn được. Cuối cùng vào năm Vạn Lịch thứ 41 (1613), Nỗ Nhĩ Cáp Xích dẫn 30.000 quân tấn công Ô Lạp, chính là Chiến dịch Ô Lạp thành. Bối lặc Bố Chiêm Thái đào thoát đến Diệp Hách rồi chết nơi đất khách. Toàn gia và tộc nhân sau bị Nỗ Nhĩ Cáp Xích quy vào Bát kỳ, phân bố rất rộng, có ở Chính Bạch kỳ, Tương Hoàng kỳ, Chính Hoàng kỳ, Tương Bạch kỳ, Tương Hồng kỳ, Chính Lam kỳ của Mãn Châu.

### Cáp Đạt Na Lạp thị
Có cùng nguồn gốc với Ô Lạp Na Lạp thị, [Cáp Đạt Na Lạp thị; chữ Hán: 哈达那拉氏; tiếng Mãn: ᡥᠠᡩᠠ
ᠨᠠᡵᠠ
ᡥᠠᠯᠠ, Möllendorff: Hada Nara hala], cũng là một hậu duệ quốc chủ của Hỗ Luân quốc. Thủy tổ của dòng dõi này là Vượng Tế Ngoại Lan, cũng gọi [Vương Trung], một người cháu nhiều đời của Nạp Tề Bố Lộc.
Sau khi Vương Trung chết, cháu gọi bằng chú là Vương Đài kế vị Bối lặc. Thời điểm Vương Đài làm thủ lĩnh, Cáp Đạt xưng hùng chư bộ Nữ Chân, hiệu là [Vạn hãn; 万汗], nhà Minh còn đặc biệt phải phong chức Long Hổ tướng quân, con cháu sau này kế chức. Tuy nhiên sau khi Vương Đài chết, Cáp Đạt Na Lạp thị dần đi xuống do các con trai của ông giết hại lẫn nhau để tranh quyền, bên cạnh đó Diệp Hách luôn ở bên ngoài gây khó dễ. Năm Vạn Lịch thứ 21 (1593), do Kiến Châu Nữ Chân của Nỗ Nhĩ Cáp Xích trở nên lớn mạnh, liên quân 9 bộ do Diệp Hách lãnh đạo đã tiến đánh Nỗ Nhĩ Cáp Xích tại Cổ Lặc Sơn, Bối lặc của Cáp Đạt là Mạnh Cách Bố Lộc cũng tham dự. Tuy nhiên liên quân đã đại bại, Mạnh Cách Bố Lộc đào thoát được về Cáp Đạt. Bối lặc cuối cùng của Cáp Đạt là Ngô Nhĩ Cổ Đại, sau cái chết của Mạnh Cách Bố Lộc đã rất nhanh quy phục Nỗ Nhĩ Cáp Xích, và Nỗ Nhĩ Cáp Xích cũng chọn con đường khôn khéo là gả con gái là Mãng Cổ Tể cho, phong làm Ngạch phò, ngoài ra con gái của Ngô Nhĩ Cổ Đại cũng được chỉ định cho cháu trưởng của Nỗ Nhĩ Cáp Xích là Túc Vũ Thân vương Hào Cách - người có mẹ vốn xuất thân từ Ô Lạp.
Sau khi tộc này quy phục Bát kỳ, Nỗ Nhĩ Cáp Xích đã xếp vào Tương Hoàng kỳ, Chính Hoàng kỳ, Chính Hồng kỳ, Tương Bạch kỳ cùng Tương Lam Kỳ của Mãn Châu.

### Huy Phát Na Lạp thị
Một trong những gia tộc lớn nhất Hải Tây Nữ Chân, [Huy Phát Na Lạp thị; chữ Hán: 辉发那拉氏; tiếng Mãn: ᡥᠣᡳᡶᠠ
ᠨᠠᡵᠠ
ᡥᠠᠯᠠ, Möllendorff: Hoifa Nara hala], là một dòng dõi Na Lạp thị trở thành Bối lặc của thành quốc Huy Phát. Huy Phát, tiếng Khiết Đan nghĩa là "Vùng đất tự do lai vãng", hiện nay ở khu vực Huy Phát Hà, huyện Huy Nam, thành phố Thông Hóa, tỉnh Cát Lâm.
Thủy tổ dòng họ này là một đôi anh em người Hắc Long Giang gốc Mông Cổ tên là Ngang Cổ Lý (昂古里) cùng Tinh Cổ Lực (星古力) (có thuyết cả hai là 1 người), vốn mang họ Ích Khắc Đắc Lý thị (Ikderi), di cư đến địa phương tên là [Trương; 张], một địa phương từ lâu đã có thủ lĩnh mang họ Na Lạp thị di cư từ Hỗ Luân quốc. Cả hai cùng chịu thuộc một người thủ lĩnh vốn họ Na Lạp thị, nên từ đó lấy làm họ. Về sau, hậu duệ Tinh Cổ Lực, lúc này đã mang họ Na Lạp thị, dần dần kéo đến Huy Phát. Hậu kỳ thời Minh, có Vương Cơ Trử xây nên Huy Phát Sơn thành, thủ lĩnh xưng làm Bối lặc, lập nên Huy Phát quốc. Trong thời gian dài, Vương Cơ Trử được biết đến là [Huy Phát quốc chủ], tức "Vị vua của nước Huy Phát", chính là vì lý do này.
Trong một thời kỳ hưng thịnh, Huy Phát quốc họ Na Lạp thị trở thành một thế lực lớn ở Hải Tây Nữ Chân. Về sau Huy Phát quốc xảy ra cọ xát với Kiến Châu Nữ Chân của Nỗ Nhĩ Cáp Xích. Khi trận Cổ Lặc Sơn diễn ra, Huy Phát là một trong liên quân 9 bộ chống lại Kiến Châu Nữ Chân, sau bị thất bại thảm hại. Bối lặc cuối cùng là Bái Âm Đạt Lý tự sát, gia tộc Huy Phát Na Lạp thị được xếp vào hàng Bát kỳ, phân bố chủ yếu đến Mãn Châu Tương Hồng kỳ, Mãn Châu Tương Lam kỳ cùng Bao y Tương Hoàng kỳ.

### Diệp Hách Na Lạp thị
Cũng như Huy Phát Na Lạp thị, [Diệp Hách Na Lạp thị; chữ Hán: 叶赫那拉氏; tiếng Mãn: ᠶᡝᡥᡝ
 ᠨᠠᡵᠠ
ᡥᠠᠯᠠ, Möllendorff: Yehe Nara hala], cũng là một dòng dõi Na Lạp thị của Hải Tây Nữ Chân phân nhánh từ Hỗ Luân quốc Na Lạp thị, truyền đời làm Bối lặc của thành quốc Diệp Hách. Diệp Hách, nay là phạm vi khu vực Diệp Hách Hà, thuộc quận Thiết Đông, Tứ Bình, Cát Lâm.
Tổ tiên của gia tộc này gốc Mông Cổ, và vị Mông Cổ thủ lĩnh ấy tên Tinh Căn Đạt Nhĩ Hán (星根達爾漢), thuộc Thổ Mặc Đặc thị (Tümed), gầy dựng thế lực thôn tính thành Trương, một địa danh lâu đời cai trị bởi họ Na Lạp thị di cư từ Hỗ Luân quốc. Sau khi xâm chiếm Trương, Tinh Căn Đạt Nhĩ Hán nhận thấy thủ lĩnh lâu đời có họ Na Lạp thị, nên đổi từ Thổ Mặc Đặc thị thành Na Lạp thị để danh chính ngôn thuận, được người đất Trương ủng hộ. Về sau, hậu duệ của Tinh Căn Đạt Nhĩ Hán di dời đến vùng Diệp Hách Hà, phát triển lớn mạnh thành Diệp Hách quốc, các thủ lĩnh quốc chủ từ đấy có dòng dõi riêng, gọi là [Diệp Hách Na Lạp thị].
Về sau, thế hệ bốn đời của Tinh Căn Đạt Nhĩ Hán, là hai anh em Thanh Giai Nỗ cùng Dương Cát Nỗ thống nhất chư bộ của khu vực Diệp Hách, mỗi người cát cứ một thành quốc mà xưng Bối lặc, Thanh Giai Nỗ là Tây Thành, còn Dương Cát Nỗ là Đông Thành. Do đó, Diệp Hách Na Lạp thị đại tộc lại chia ra làm hai nhánh lớn Tây tộc và Đông tộc. Khi Nỗ Nhĩ Cáp Xích xây dựng Kiến Châu Nữ Chân, đã là thế hệ của Kim Đài Cát (Đông tộc) và Bố Dương Cổ (Tây tộc), cả hai đều cùng chống lại tiến công của Nỗ Nhĩ Cáp Xích. Để tạm giữ hòa hảo, Thái Tổ cưới Mạnh Cổ Triết Triết, tức Hiếu Từ Cao Hoàng hậu, là em gái của Kim Đài Cát. Nhưng về sau giữa Kim và Diệp Hách tiếp tục mâu thuẫn, dẫn đến việc Thái Tổ chính thức tấn công Diệp Hách, trong trận này Kim Đài Cát chết còn Bố Dương Cổ xin hàng, gia tộc Tây tộc nhập Mãn Châu Chính Hồng kỳ, còn gia tộc Đông tộc nhập Mãn Châu Chính Hoàng kỳ. Vì lý do chính trị, cả hai gia tộc đều được Thanh triều ưu đãi, hậu duệ ban tước [Tam đẳng Nam] truyền đời. Triều Thanh, hai nhánh Đông tộc, Tây tộc của Diệp Hách Bối lặc, cùng hậu duệ của Ngạch phò Tô Nạp – người cùng tộc với Kim Đài Cát, là ba họ Diệp Hách Na Lạp thị điển hình nhất của Thanh triều. Đặc biệt là Đông tộc Kim Đài Cát hậu duệ có rất nhiều danh nhân, như Đại học sĩ Nạp Lan Minh Châu cùng Nạp Lan Tính Đức, tự Dung Nhược, một đại thi nhân triều Khang Hi.
Thuận tiện nhắc tới, tuy tự xưng ["Diệp Hách Na Lạp thị"], nhưng gia tộc của Từ Hi Thái hậu hoàn toàn không liên quan gì đến Đông tộc lẫn Tây tộc hai dòng họ Bối lặc của Diệp Hách. Tổ tiên của Từ Hi Thái hậu tên Khách Sơn (喀山), thế cư Tô Hoàn, một địa phương trong Diệp Hách quốc, nay là khu vực Song Dương, thị cấp Trường Xuân của tỉnh Cát Lâm. Vị Khách Sơn này sau nhờ quân công mà có thành tựu, cơ bản là một Nữ Chân địa phương công dân, chứ không phải là một đại tộc nhiều đời.

### Những dòng dõi khác
Ngoài những gia tộc là hậu duệ của Tứ đại Bối lặc trên, còn có những gia tộc khác cũng mang họ Na Lạp thị, điển hình có gia tộc của Mãn Châu Tương Hồng kỳ Ba Kỳ Lan (巴奇兰), người thế cư Y Ba Đan (伊巴丹; Ibadan). Vào lúc Nỗ Nhĩ Cáp Xích chỉ mới có chút danh tiếng, Ba Kỳ Lan đã đem cả nhà và anh em quy phụ, thụ Tam đẳng Khinh xa Đô úy. Sau nhờ có quân công trong các chiến dịch, Ba Kỳ Lan dần thụ đếm Tam đẳng Nam tước, rồi Nhất đẳng Nam tước, sau khi chết tặng làm Tam đẳng Tử. Sau đó, con trai Ba Kỳ Lan là Bái Sơn (拜山) tập tước vị, sau thăng đến vị trí Nghị chính đại thần, thụ Nhất đẳng Tử kiêm Nhất vân kỵ úy. Từ đó về sau, hậu duệ nhà này nối tiếp làm quan, đến Thượng thư kiêm Nội các Học sĩ.
Bên cạnh đó, còn một số nhà khác rải rác trong Bát kỳ, họ đều là họ Na Lạp thị nhưng gia tộc bình thường, chỉ vì có quân công mà cũng phú quý. Ví dụ như nhà của Tương Hoàng kỳ Kỳ Bài Đạt Nhĩ Hán (奇排达尔汉) thế cư Phí Đức Lý (费徳里); nhà Chính Hồng kỳ Đa Bác Nặc (多博诺) và nhà Tương Hoàng kỳ Hố Tích Bố (瑚锡布) thế cư Trương; nhà Chính Hồng kỳ Nạp Lâm (纳林) thế cư Ni Mã Sát (尼马察),...

## Cá nhân tiêu biểu
- Thanh Hiển Tổ (Tuyên Hoàng đế): Thanh Hiến Tổ Kế phu nhân Cáp Đạt Na Lạp thị Khẩn Triết.
- Thanh Thái Tổ (Nỗ Nhĩ Cáp Xích): Hiếu Từ Cao Hoàng hậu Diệp Hách Na Lạp thị Mạnh Cổ Triết Triết
- Thanh Thái Tổ (Nỗ Nhĩ Cáp Xích): Hiếu Liệt Vũ Hoàng hậu Ô Lạp Na Lạp thị A Ba Hợi (về sau bị truy phế bởi Thuận Trị)
- Thanh Thái Tổ (Nỗ Nhĩ Cáp Xích): Trắc phi Diệp Hách Na Lạp thị
- Thanh Thái Tổ (Nỗ Nhĩ Cáp Xích): Trắc phi Cáp Đạt Na Lạp thị A Mẫn Triết Triết
- Thanh Thái Tông (Hoàng Thái Cực): Đại phi Ô Lạp Na Lạp thị.
- Thanh Thái Tông (Hoàng Thái Cực): Trắc phi Diệp Hách Na Lạp thị.
- Thanh Thái Tông (Hoàng Thái Cực): Thứ phi Na Lạp thị.
- Thanh Thế Tổ (Thuận Trị đế): Thứ phi Nạp Lạp thị.
- Thanh Thánh Tổ (Khang Hi đế): Huệ phi Diệp Hách Na Lạp thị.
- Thanh Thánh Tổ (Khang Hi đế): Thông tần Ô Lạp Na Lạp thị.
- Thanh Thánh Tổ (Khang Hi đế): Quý nhân Nạp Lạp thị.
- Thanh Thánh Tổ (Khang Hi đế): Quý nhân Nạp Lạp thị.
- Thanh Thế Tông (Ung Chính đế): Hiếu Kính Hiến Hoàng hậu Ô Lạp Na Lạp thị.
- Thanh Cao Tông (Càn Long đế): Thanh Cao Tông Kế Hoàng hậu Huy Phát Na Lạp thị.
- Thanh Cao Tông (Càn Long đế): Thư phi Diệp Hách Lặc thị.
- Thanh Tuyên Tông (Đạo Quang đế): Hòa phi Huy Phát Na Lạp thị.
- Thanh Tuyên Tông (Đạo Quang đế): Thuận tần Huy Phát Na Lạp thị.
- Thanh Văn Tông (Hàm Phong đế): Hiếu Khâm Hiển Hoàng hậu Diệp Hách Na Lạp thị.
- Thanh Văn Tông (Hàm Phong đế): Lục phi Diệp Hách Na Lạp thị.
- Thanh Văn Tông (Hàm Phong đế): Thục tần  Diệp Hách Na Lạp thị.
- Thanh Văn Tông (Hàm Phong đế): Ngọc tần Diệp Hách Na Lạp thị.
- Thanh Đức Tông (Quang Tự đế): Hiếu Định Cảnh Hoàng hậu Diệp Hách Na Lạp thị.
- Mục Nhĩ Cáp Tề (Đa La Thành Nghị Dũng Tráng Bối lặc): Mục Nhĩ Cáp Tề Ngũ thú thê Nạp Lạt thị.
- Thư Nhĩ Cáp Tề (Hòa Thạc Trang Thân vương): Thư Nhĩ Cáp Tề Nhị thú Phúc Tấn Cáp Đạt Na lạp thị.
- Thư Nhĩ Cáp Tề (Hòa Thạc Trang Thân vương): Thư Nhĩ Cáp Tề Ngũ thú Phúc Tấn Ô Lạp Na Nạp thị.
- Thư Nhĩ Cáp Tề (Hòa Thạc Trang Thân vương): Thư Nhĩ Cáp Tề Lục thú Phúc Tấn Na Nạp thị.
- Thư Nhĩ Cáp Tề (Hòa Thạc Trang Thân vương): Thư Nhĩ Cáp Tề Bát thú Phúc Tấn Na Nạp thị.
- A Mẫn (Hòa Thạc Bối lạc): A Mẫn Nguyên phối Huy Phát Nạp Lạt thị.
- A Mẫn (Hòa Thạc Bối lạc): A Mẫn Kế thất Nạp Lạt thị.
- A Mẫn (Hòa Thạc Bối lạc): A Mẫn Tam thú Phúc tấn Nạp Lạt thị.
- Tế Nhĩ Cáp Lãng (Thúc Hòa Thạc Trịnh Thân vương): Tế Nhĩ Cáp Lãng Kế Phúc tấn Diệp Hách Na Lạp thị.
- Tế Nhĩ Cáp Lãng (Thúc Hòa Thạc Trịnh Thân vương): Tế Nhĩ Cáp Lãng Tam Kế Phúc tấn Diệp Hách Na Lạp thị Tổ Thái.
- Lạt Bố (Tam đẳng Phụ quốc Tướng quân): Lạt Bổ Đích Phúc tấn Nạp Lạt thị.
- Chử Anh (Quảng Lược Bối lặc): Chữ Anh Kế thất Na Lạp thị.
- Đại Thiện (Hòa Thạc Lễ Liệt Thân vương): Đại Thiện Kế Phúc tấn Na Lạp thị.
- Đại Thiện (Hòa Thạc Lễ Liệt Thân vương): Đại Thiện Tam Kế Phúc tấn Na Lạp thị.
- Đại Thiện (Hòa Thạc Lễ Liệt Thân vương): Đại Thiện Trắc Phúc tấn Na Lạp thị.
- Nhạc Thác (Đa La Khắc Cần Quận vương): Nhạc Thác Nguyên phối Nạp Lạt thị.
- Nhạc Thác (Đa La Khắc Cần Quận vương): Nhạc Thác Kế thất Nạp Lạt thị A Mộc Sa Lễ.
- Khách Nhĩ Sở Hồn (Đa La Hiển Vinh Bối lặc): Khách Nhĩ Sở Hồn Đích Phu nhân Nạp Lạt thị.
- Thạc Thác: Thạc Thác Đích thê Nạp Lạt thị.
- Tát Cáp Lân (Hòa Thạc Dĩnh Nghị Thân vương): Tát Cáp Lân Đích thê Nạp Lạt thị.
- Ngõa Khắc Đạt (Đa La Khiêm Tương Quận vương): Ngõa Khắc Đạt Trắc Phúc tấn Nạp Lạt thị.
- Thường A Đại (Đa La Hoài Mẫn Bối lặc): Thường A Đại Tam kế thất Nạp Lạt thị.
- A Bái (Trấn quốc Cần Mẫn công): A Bái Thiếp Cáp Đạt Nạp Lạt thị
- Thang Cổ Đại (Trấn quốc Khắc Khiết Tướng quân): Thanh Cổ Đại Thiếp Na Lạp thị.
- Lại Mộ Bố (Phụng ân Phụ quốc Giới Trực công): Lại Mộ Bố Đích thê Nạp Lạt thị.
- Đa Đạc (Hòa Thạc Dự Thông Thân vương): Đa Đạc Tam Kế Phúc tấn Na Lạp thị.
- Đa Đạc (Hòa Thạc Dự Thông Thân vương): Đa Đạc Thứ Phúc tấn Na Lạp thị.
- Đa Đạc (Hòa Thạc Dự Thông Thân vương): Đa Đạc Thiếp Na Lạp thị.
- Hào Cách (Hòa Thạc Túc Vũ Thân vương): Hào Cách Nguyên phối Cáp Đạt Na Lạp thị.
- Hào Cách (Hòa Thạc Túc Vũ Thân vương): Hào Cách Trắc Phúc tấn Na Lạp thị.
- Hào Cách (Hòa Thạc Túc Vũ Thân vương): Hào Cách Thiếp Na Lạp thị.
- Diệp Bố Thư: Diệp Bố Thư Kế thất Na Lạp thị.
- Thạc Tắc: Thạc Tắc Nguyên phối Na Lạp thị.
- Thường Thư: Thường Thư Nguyên phối Nạp Lạt thị.
- Thao Tắc: Thao Tắc Nguyên phối Nạp Lạt thị.
- Dận Hựu (Thuần Độ Thân vương): Dận Hựu Đích Phúc tấn Cáp Đạt Na Lạp thị.
- Dận Hựu (Thuần Độ Thân vương): Dận Hựu Trắc Phúc tấn Na Lạp thị.
- Dận Tường (Hòa Thạc Di Hiền Thân vương): Dận Tường Thứ thiếp Na Lạp thị.
- Dịch Hoàn (Thuần Hiền Thân vương): Dịch Hoàn Đích Phúc tấn Diệp Hách Na Lạp Uyển Trinh.
- Bối lặc Yến Chư (Diệp Hách Na Lạp thị).
- Bối lặc Bố Can (Ô Lạt Na Lạp thị).
- Bối lặc Mãn Thái (Ô Lạt Na Lạp thị).
- Bối lặc Bố Chiêm Thái (Ô Lạt Na Lạp thị).
- Bối lặc Bài Âm Đạt Lý (Huy Phát Na Lạp thị).
- Đài cát Đức Nhĩ Hách Lễ (Na Lạp thị).
- Vương Đài (Na Lạp thị).
- Bối lặc Hồ Nhĩ Can (Cáp Đạt Na Lạp thị).
- Bối lặc Mạnh Cách Bố Lộc (Cáp Đạt Na Lạp thị).
- Bối lặc Dương Cát Nổ (Diệp Hách Na Lạp thị).
- Bối lặc Bố Trại (Diệp Hách Na Lạp thị).
- Bối lặc Thành Giai Nỗ (Diệp Hách Na Lạp thị).
- Bối lặc Dương Cát Nỗ (Diệp Hách Na Lạp thị).
- Bối lặc Ngô Nhĩ Cổ Đại (Cáp Đạt Na Lạp thị).
- Bối lặc Nạp Lâm Bố Lộc (Diệp Hách Na Lạp thị).
- Bối lặc Kim Đài Cát (Diệp Hách Na Lạp thị).
- Đô thống phẩm cấp Mục Chiêm (Nạt Lạt thị).
- Thượng thư Ngô Đạt Lý (Na Lạp thị).
- Tham lĩnh Diễn Đạt Nhĩ Hán (Na Lạp thị).
- Bối lặc Bác Khách Đa (Ô Lạt Na Lạp thị).
- Khinh xa Đô úy Phí Dương Cổ (Na Lạp thị).
- Kinh xa Đô úy Binh bộ Thượng thư Cát Đạt Hồn (Cáp Đạt Na Lạp thị)
- Khinh xa đô úy Ngô Nhĩ Đôn (Na Lạp thị)
- Đô thống Cát Nhĩ Hán (Cáp Đạt Na Lạp thị)
- Phó Đô thống Pháp Khách (Cáp Đạt Na Lạp thị)
- Tổng đốc Lưỡng Quảng Thuỵ Lân (Diệp Hách Na Lạp thị)
- Quan Văn Bân (Huy Phát Na Lạp thị)
- Ca sĩ nhạc Pop Na Anh (Na Lạp thị)
- Diễn viên hành động Ngô Kinh (Na Lạp thị)

Và nhiều nhân vật lịch sử khác.